# Фредерик Ялмар Йохансен
Фредрик Ялмар Йохансен (на норвежки: Fredrik Hjalmar Johansen) е норвежки полярен изследовател, участник в експедицията на Фритьоф Нансен и Руал Амундсен.

## Произход и младежки години (1867 – 1893)
Роден е на 15 май 1867 година в Шиен, Норвегия, второ от петте деца в семейството на фермер. Баща му придава голямо значение на образованието и Йохансен е записан в училище за изучаване на право, което е рядкост за децата на фермерите по онова време. В допълнение Йохансен активно спортува ски бягане и гимнастика. През 1885 става шампион на Норвегия в художествената гимнастика. През 1889 г., като част от норвежкия национален отбор, Йохансен участва в състезания на Световното изложение в Париж и печели титлата световен шампион по гимнастика.
На 21-годишна възраст Йохансен е принуден да прекъсне образованието си в Кристиания поради внезапната смърт на баща си и да си намери работа в родния си град Шиен. През 1891 успява да продължи образованието си – вече във военната академия на Норвегия и през 1892 получава ранг лейтенант на кавалерията на норвежката армия.

## Експедиционна дейност (1893 – 1912)

### Участие в експедицията на Фритьоф Нансен (1893 – 1896)
Арктическата експедиция на Фритьоф Нансен с кораба „Фрам“ е експедиция с цел анализиране на теченията в Северния ледовит океан. Планът включвал „Фрам“ да замръзне в ледовете около Новосибирските острови и заедно с тях да преминат през Северния полюс и да стигнат до Гренландия. В експедицията участва и Йохансен.
На 24 юни 1893 г. „Фрам“ напуска пристанището на Християния и се отправя към Северния ледовит океан. На Нова Земя са натоварени 35 кучета от породата сибирска лайка, а в устието на река Оленьок – въглища и оборудване приготвени от Едуард Тол.
На около 100 мили западно от Новосибирските острови, на 21 септември 1893 г., на 78°50′ с. ш. 133°37′ и. д., „Фрам“ замръзва в ледовете и заедно със своя екипаж започва дрейф на северозапад към Северния полюс. Плановете на Нансен, обаче не се сбъдват да достигне с кораба Северния полюс. На 14 март 1895, заедно с лейтенант Йохансен, Нансен предприема поход със ски и кучета към полюса, но на 7 април 1895 успяват да достигнат рекордната за това време 86º 13` 36" с.ш., само на 360 км от полюса. Преодолявайки множество трудности на 6 август 1895 двамата пътешественици достигат до архипелага Земя на Франц Йосиф, където зимуват от 28 септември 1895 до 19 май 1896 г. Преди зимуването в североизточната част на архипелага двамата откриват островите Бяла Земя (81°40′ с. ш. 63°20′ и. д.), включващи островите Ева Лив, Аделаида и Фреден.
На 18 юли 1896 Нансен и Йохансен неочаквано се срещат с експедицията на Фредерик Джордж Джаксън, с която на 13 август 1896 се завръщат в Норвегия. Точно след една седмица, на 20 август, се завръща и „Фрам“, който блестящо завършва своя дрейф през ледовете, без да загуби нито един човек.

### Между експедициите (1896 – 1907)
Членовете на експедицията на Нансен са посрещнати като герои. Йохансен пише книга за участието си в експедицията, която е преведена на няколко езика.
През 1899 е повишен чин капитан на пехотата и отива да служи в Тромсьо, на северното крайбрежие на Норвегия. Междувременно се оженва и в периода 1898 – 1902 му се раждат четири деца. Бракът му не е щастлив, изпада във финансови затруднения и, отдавайки се на алкохола, през 1907 напуска поста си в Тромсьо. Години по-късно дъщерята на Нансен Лив Хейър в „Книгата на Отца“ изразява мнението, че Йохансен, след завръщането си от Арктическата експедиция, не може да се адаптира към „цивилизованото общество“.

### Експедиции в Шпицберген (1907 – 1909)
Благодарение на Фритьоф Нансен в периода 1907 – 1909 Йохансен получава последователно работа в четири експедиции до Шпицберген: под ръководството на Уилям Брус (1907), Теодор Лернер (1907 – 1908), Адолф Гюле (1908) и Гунар Исаксен. По време на експедициите Йохансен води дневник, който е публикуван през 2002 г.

### Участие в експедицията на Руал Амундсен (1910 – 1912)
След покоряването на Северозападния проход Амундсен планира експедиция до Северния полюс. След като Северният полюс е достигнат през 1909 от Фредерик Кук и впоследствие от Робърт Пири, той променя плановете си и решава да покори пръв Южния полюс.
На 14 януари 1911 г. с кораба „Фрам“ експедицията, в която участва и Йохансен, достига северния бряг на шелфовия ледник Рос и в Китовия залив разтоварва провизии и построява базов лагер, който е наречен „Фрамхайм“ (Домът на Фрам). Заради настъпващата зима преходът до полюса е отложен до настъпването на антарктичната пролет.
На 8 септември 1911 г. настъпва затопляне, което навежда Амундсен до извода, че пролетта е започнала, и екип от 8 души започва преход към Южния полюс. Скоро обаче температурите падат рязко до под -50 °С. На 12 септември решават да достигнат до лагера на 80° ю.ш., да оставят носените провизии, след което всички да се завърнат обратно в базовия лагер и да изчакат по-добро време. На 15 септември експедицията достига лагера на 80° ю.ш. и след оставянето на провизиите последва максимално бързо изтегляне към базовия лагер.
Последният ден на прехода обратно към базовия лагер е изключително тежък. Амундсен взема най-добрата налична шейна и побързва да се прибере в базовия лагер, оставяйки спътниците си без средства за придвижване. Ветеранът Йохансен няколко часа носи на гръб колегата си Преструд в условия на антарктична буря по стръмен терен и единствено физическата сила, опитът на Йохансен и късметът им, помагат да се доберат живи до базовия лагер. В базовия лагер Йохансен публично обвинява Амундсен, че ги е изоставил заедно с Преструд, в резултат на което Амундсен го отстранява от екипа, който ще атакува Южния полюс. Впоследствие Амундсен кара всички от експедицията да се подпишат, че няма да дават никаква информация за експедицията, оставяйки неговата версия и книгата, която той впоследствие написва като основен източник на информация. Освен това той не позволява на Йохансен да пристигне в Норвегия, заедно с останалите от екипажа, като го принуждава да слезе преди останалите.

## Последни години (1912 – 1913)
Йохансен не получава никакво признание за приноса си към експедицията и скоро завръщането си, на 3 януари 1913 година, се самоубива. Минават 90 години преди Фредрик Ялмар Йохансен да бъде реабилитиран и признат за един от тримата най-значими норвежки полярни изследователи.

## Памет
Негово име носи нос Йохансен в архипелаг Земя на Франц Йосиф.